# Pornostar (film)
Pornostar (ポルノスター?, Poruno sutâ), conosciuto anche con il titolo internazionale Tokyo Rampage, è un film del 1998 diretto da Toshiaki Toyoda.

## Trama
Arano è un ragazzo mentalmente instabile che giunge a Tokyo con una borsa piena di coltelli, con lo scopo di vendicarsi di alcuni membri della yakuza; i suoi propositi sembrano mutare dopo il suo incontro con la giovane prostituta Alice, che gli propone di fuggire con lui alle Fiji con della droga che erano riusciti a rubare. A causa del comportamento algido e distante del ragazzo Alice in seguito lo abbandona, e il giovane prosegue con il suo proposito di vendetta, per poi uscire – seppur malconcio – ancora vivo dallo scontro finale.

## Distribuzione
In Giappone, la pellicola è stata distribuita a partire dal 10 ottobre 1998; in Italia è inedita.